# Josef Noldin

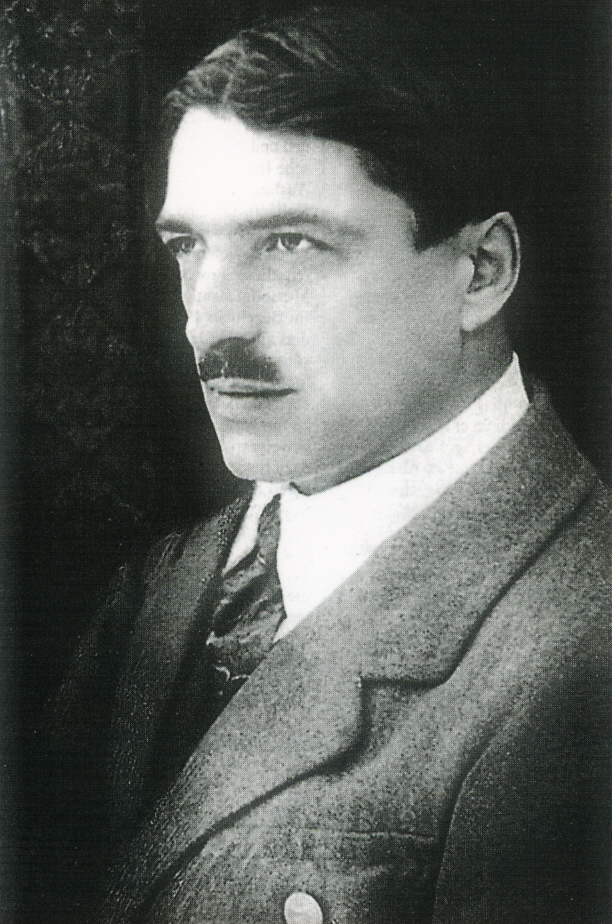
Josef Noldin (1888–1929)

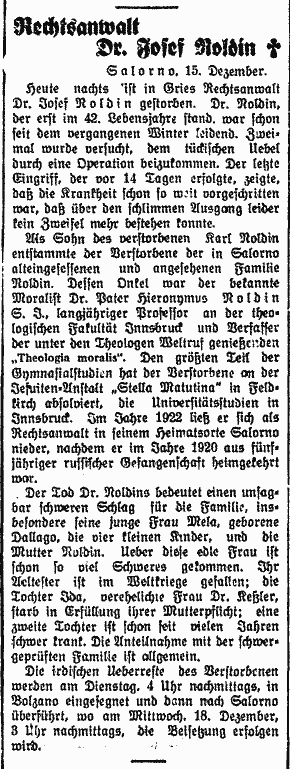
Nachruf auf Josef Noldin in der Tageszeitung Dolomiten vom 16. Dezember 1929, S. 3

Josef Noldin (* 25. November 1888 in Salurn; † 14. Dezember 1929 in Bozen) war Rechtsanwalt und Organisator der Privatschulen in Südtirol während der Zeit des Faschismus.
Noldin legte 1906 am Franziskanergymnasium Bozen mit Auszeichnung die Reifeprüfung ab und studierte dann nach Ableistung seines Wehrdienstes ab 1907 in Innsbruck Jura. Er wurde dort aktives Mitglied der AKV Tirolia im Kartellverband katholischer nichtfarbentragender akademischer Vereinigungen Österreichs (ÖKV). 1912 beendete er mit Auszeichnung sein Studium mit der Promotion und wurde Rechtsanwalt. Bei Ausbruch des Ersten Weltkriegs wurde Noldin sofort eingezogen und kurz darauf schwer verwundet. 1915 kam er in russische Kriegsgefangenschaft, die er in Sibirien – zuletzt in Wladiwostok – verbringen musste und die bis 1920 dauerte. Im Winter 1920 wurde er endlich entlassen und konnte in seine Heimat zurückkehren, wo er im April 1921 ankam. Anschließend ließ er sich als Anwalt in Salurn nieder.
Bei seiner Entlassung in Wladiwostok hatten italienische Offiziere eine schriftliche Erklärung verlangt, dass er sich als italienischer Staatsbürger fühle. Diese Erklärung verweigerte Noldin.
Als Gegner der Italianisierung wurde er noch kurz vor dessen Verbot ein Vertreter des Deutschen Verbandes.
Als die deutsche Sprache an den Südtiroler Schulen 1923 verboten wurde, organisierte er mit Kanonikus Michael Gamper, der ebenfalls Mitglied der Innsbrucker Studentenverbindung Tirolia war, Privatschulen, um den deutschsprachigen Unterricht in Privathäusern zu ermöglichen. Diese Schulen wurden „Katakombenschulen“ genannt. Als Lehrkräfte von der italienischen Polizei verhaftet wurden, verteidigte Noldin sie vor Gericht. Wegen seiner Unterstützung der Geheimschulen wurde er 1925 zu Haft- und Geldstrafen verurteilt. Als 1926 in Italien ein Gesetz erlassen wurde, wonach Personen auch ohne richterlichen Beschluss verhaftet und in die Verbannung geschickt werden konnten, wurde Noldin aufgrund dieses Gesetzes 1927 verhaftet und für fünf Jahre auf die Insel Lipari verbannt.
Im Februar 1928 wurden die Südtirolfrage und auch die Verbannung Noldins im Parlament in Wien behandelt. Diktator Mussolini ließ dazu erklären, die Verbannung Noldins sei gerechtfertigt, weil sein Verhalten „antifaschistisch, d. h. gegenrevolutionär“ sei. Der KV forderte mehrfach, zuletzt auf seiner Vertreterversammlung im Juli 1928 in Fulda, die Freilassung. Noldin wurde jedoch erst am 12. Dezember 1928 aus der Verbannung entlassen und kehrte nach Salurn zurück, hatte jedoch Berufs- und Ausreiseverbot.
Im Sommer 1928 hatte sich Noldin in dem heißen Klima Liparis mit einem malaria-ähnlichen Fieber infiziert, die italienischen Behörden untersagten die Ausreise zu einer Heilbehandlung. An den Folgen dieser Krankheit starb Noldin dann mit nur 41 Jahren. Er wurde in Salurn begraben, auf seinem Grabkreuz durften nur seine Initialen stehen.
Bei der Feier aus Anlass des zwanzigsten Todestages von Noldin bezeichnete Kanonikus Gamper ihn als „Märtyrergestalt“ des Bozener Unterlandes.

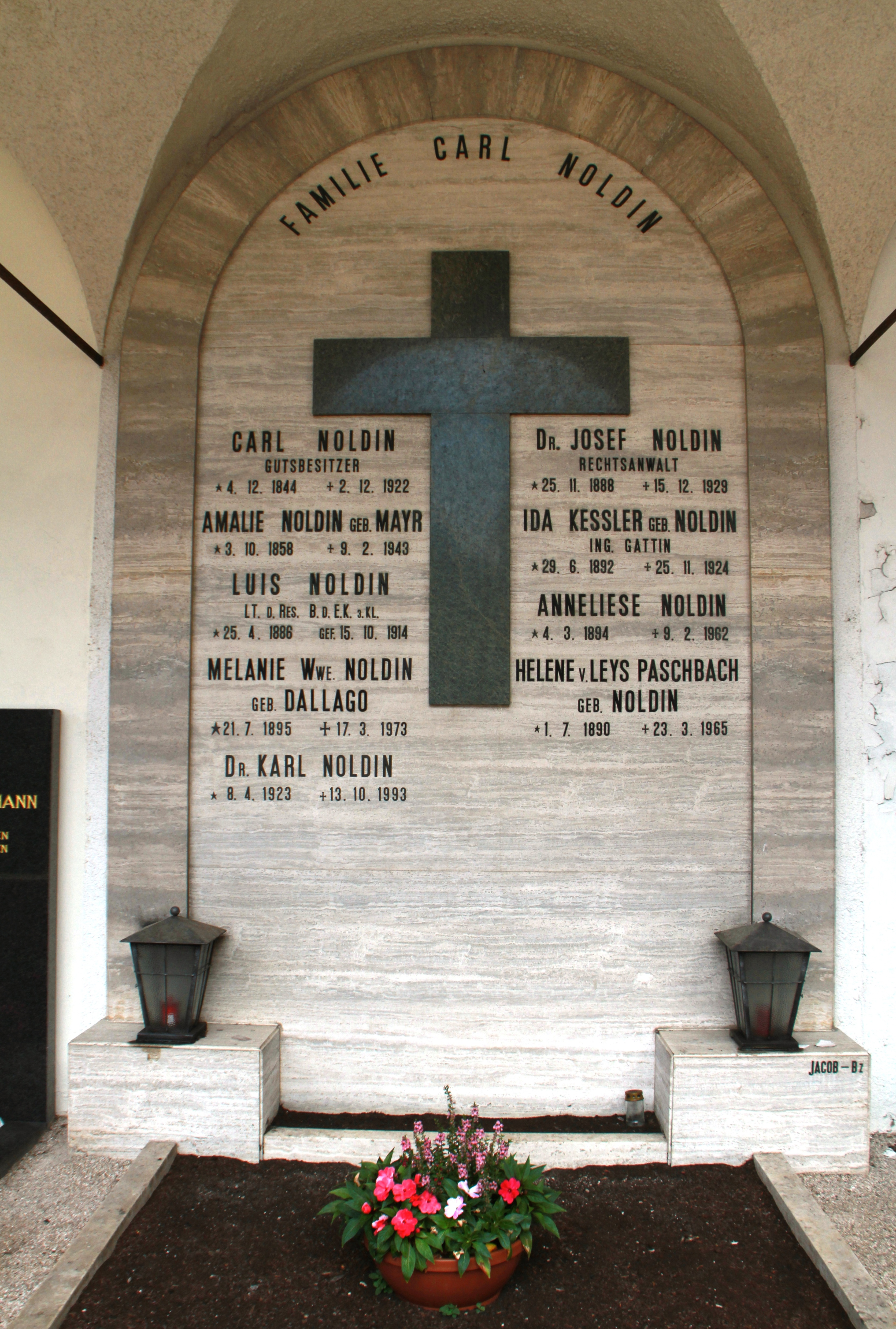
Grabstätte von Josef Noldin in Salurn

In Tramin, Leifers, Innsbruck und Wien sind Straßen nach Noldin benannt. Der Gemeinderat von Salurn beschloss 1988 die Umbenennung der Straße, an der Noldins Geburtshaus liegt, von „Romstraße“ in „Dr.-Josef-Noldin-Straße“. Das Geburtshaus ist jetzt Jugendherberge und dient der Begegnung der deutschen und italienischen Jugend.
Noldin war mit Mela Dallago verehelicht; der Ehe entstammten vier Kinder. Die Tochter Traudl Noldin († 1994) war mit dem Südtiroler Politiker Alfons Benedikter verheiratet. Sein Enkel Thomas Benedikter verfasste 2000 ein Buch über Noldin ("Ich will nicht Gnade, sondern Recht"). Das Buch wurde 2012 von Regisseur Luis Walter verfilmt, dabei wurde Noldin von seinem Enkel Rudi Benedikter gespielt.